# Sidon (Misisipi)
Sidon es un pueblo del Condado de Leflore, Misisipi, Estados Unidos. Según el censo de 2000 tenía una población de 672 habitantes y una densidad de población de 2.162.2 hab/km².

## Demografía
Según el censo de 2000, había 672 personas, 215 hogares y 158 familias residiendo en la localidad. La densidad de población era de 2162,2 hab./km². Había 220 viviendas con una densidad media de 707,9 viviendas/km². El 14,88% de los habitantes eran blancos, el 83,33% afroamericanos, el 0,89% asiáticos y el 0,89% pertenecía a dos o más razas. El 0,60% de la población eran hispanos o latinos de cualquier raza.
Según el censo, de los 215 hogares en el 45,1% había menores de 18 años, el 32,6% pertenecía a parejas casadas, el 35,3% tenía a una mujer como cabeza de familia y el 26,5% no eran familias. El 23,7% de los hogares estaba compuesto por un único individuo y el 7,0% pertenecía a alguien mayor de 65 años viviendo solo. El tamaño promedio de los hogares era de 3,13 personas y el de las familias de 3,75.
La población estaba distribuida en un 41,4% de habitantes menores de 18 años, un 11,3% entre 18 y 24 años, un 28,9% de 25 a 44, un 11,0% de 45 a 64 y un 7,4% de 65 años o mayores. La media de edad era 23 años. Por cada 100 mujeres había 83,6 hombres. Por cada 100 mujeres de 18 años o más, había 68,4 hombres.
Los ingresos medios por hogar en la localidad eran de 15.435 dólares ($) y los ingresos medios por familia eran 14.286 $. Los hombres tenían unos ingresos medios de 28.625 $ frente a los 17.083 $ para las mujeres. La renta per cápita para la ciudad era de 6.629 $. El 56,9% de la población y el 48,1% de las familias estaban por debajo del umbral de pobreza. El 75,3% de los menores de 18 años y el 22,2% de los habitantes de 65 años o más vivían por debajo del umbral de pobreza.

## Geografía
Según la Oficina del Censo de los Estados Unidos, la localidad tiene un área total de 0,3 km², todos ellos correspondientes a tierra firme.